# Pfarrkirche Salla

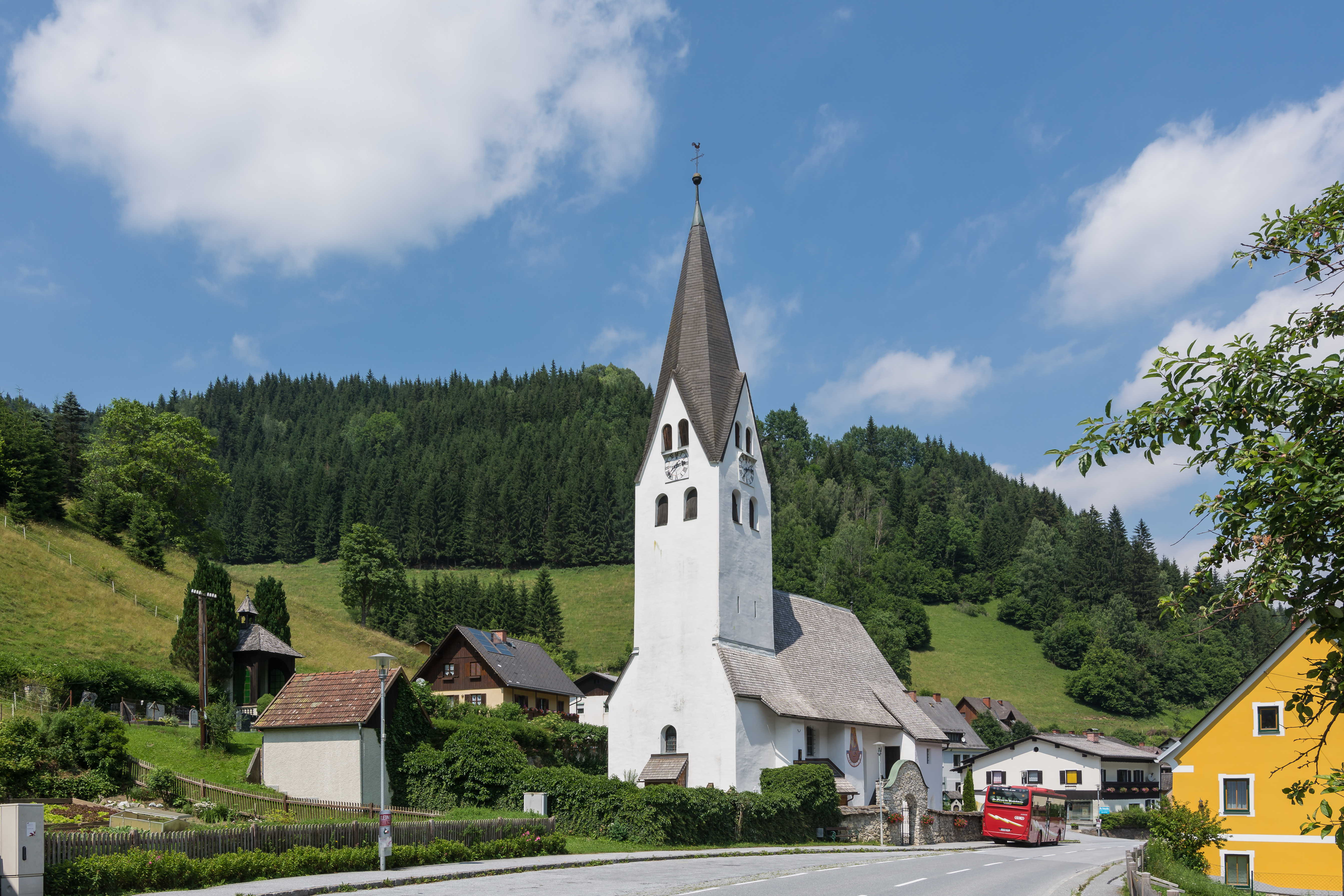
Pfarrkirche Salla von Westen, Juli 2015

Die Kirche hl. Peter und Paul ist die römisch-katholische Pfarrkirche des Dorfes Salla in der Marktgemeinde Maria Lankowitz in der Weststeiermark. Ihre Geschichte führt bis in die Mitte des 13. Jahrhunderts zurück.

## Geschichte
Die erste urkundliche Erwähnung der Kirche in Salla datiert im Jahr 1245. Die heutige Gestalt der Kirche stammt aus dem Jahr 1514. Sie war bis 1786 dem Stift St. Lambrecht inkorporiert. Eine Restaurierung des Innenraums fand zwischen 1964 und 1966 sowie im Jahr 2002 und eine Außenrestauration zwischen 1975 und 1979 statt.

## Beschreibung

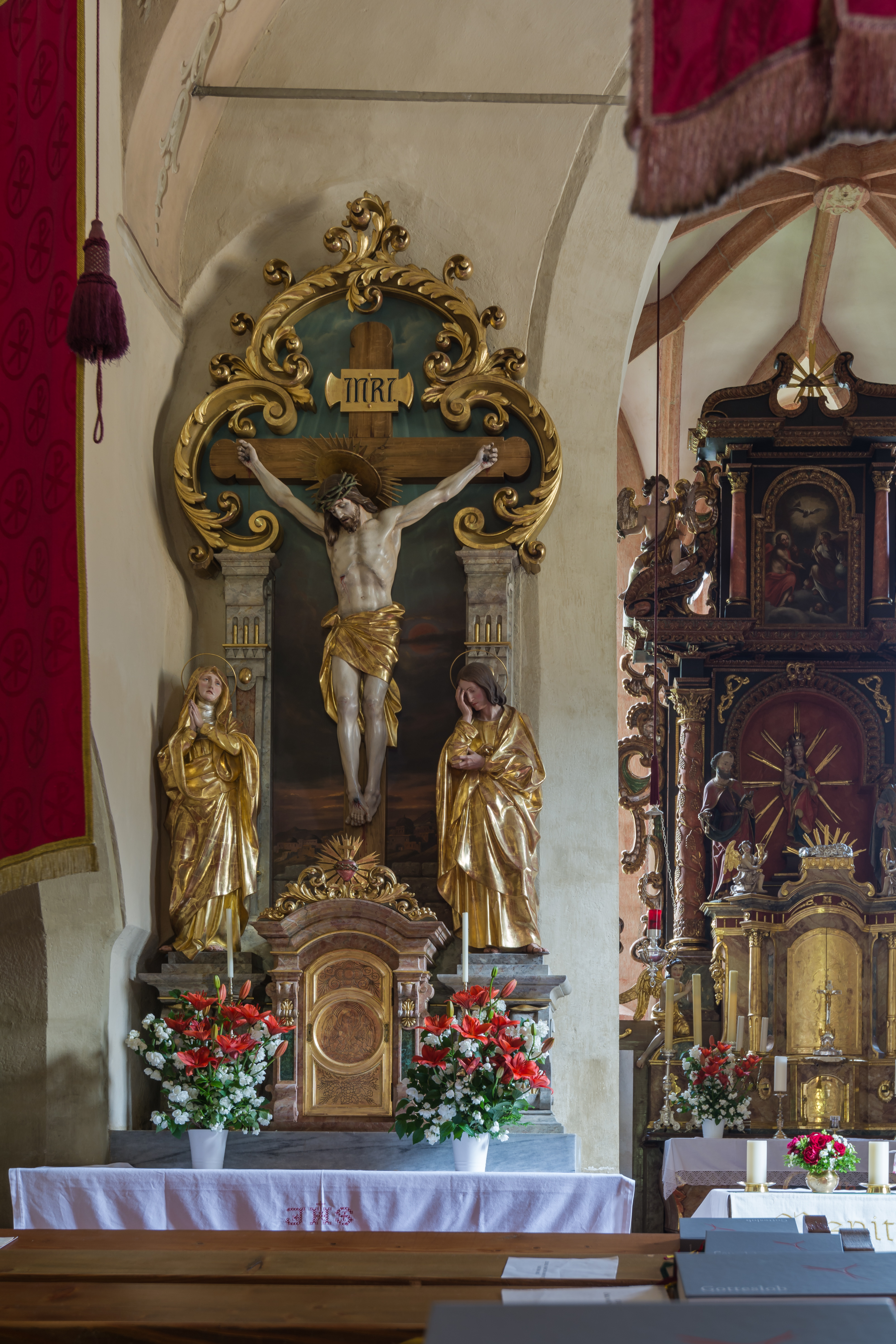
Der Kreuzaltar in der Kirche

Die Kirche wird von einer alten Kirchhofmauer mit einem im Osten gelegenen Tor umgeben. Der mächtige und leicht eingestellte spätgotische Kirchturm, gelegentlich auch als Wehrturm bezeichnet, steht im westlichen Teil der Kirche und hat einen achtseitigen Spitzhelm. Er hat je zwei übereinander stehende Doppelschallfenster sowie einige Schießscharten. Er trägt vier Glocken (Salve-Regina-Geläute), von denen eine aus dem Jahr 1491 dem Nikolaus Grünwald zugeschrieben wird und in einer Judenburger Glockengießerei hergestellt wurde. An der Außenseite des Chors befinden sich abgetreppte Strebepfeiler.
Das zweijochige Langhaus ist etwas breiter als der spätgotische Chor und wird von einer Spitzkappentonne überwölbt. Der einjochige Chor hat einen Fünfachtelschluss und ein auf Wanddiensten ruhendes Sternrippengewölbe. Der Chor hat mehrere erneuerte zweibahnige Maßwerkfenster. Das Langhaus wird vom Chor durch einen eingeschnürten gotischen spitzbogigen Fronbogen getrennt. Die nördlich an das Langhaus angebaute Taufkapelle hat ein Tonnengewölbe. Teile der früheren, romanischen Katharinenkapelle haben sich in der heutigen Sakristei erhalten. Die hölzerne Empore ist im westlichen Teil des Langhauses eingebaut und ruht auf zwei Holzsäulen.
Der Hochaltar wurde in der Zeit zwischen 1660 und 1670 geschaffen und 1965/66 restauriert. Das Oberbild zeigt eine Darstellung der Dreifaltigkeit mit darüber befindlichem Gottesauge. Die aus der Zeit um 1500 stammende Mittelstatue zeigt Maria mit Kind, während die beiden aus der Zeit um 1480 stammenden und später teilweise überschnitzten Seitenstatuen die Heiligen Petrus und Paulus darstellen. Weiters stehen zwei Figuren der Heiligen Florian und Leonhard beim Hochaltar. Das große Tabernakel stammt aus der Zeit um 1780. Der am Ende des 19. Jahrhunderts errichtete und 1921 geweihte historistische Kreuzaltar ist der einzige Seitenaltar der Kirche. Sein wuchtiger Unterbau wurde aus örtlich vorkommendem Marmor gefertigt. Über dem als Ambo genutzten Rokoko Kanzelkorb aus dem dritten Viertel des 18. Jahrhunderts befinden sich zwei Engelsfiguren aus dem dritten Viertel des 17. Jahrhunderts. Die aus der ersten Hälfte des 19. Jahrhunderts stammende Orgel hat ein klassizistisches Gehäuse. Sie wurde vermutlich 1850 aus der Pfarrkirche Köflach hierher gebracht und 1965 umgebaut. Seitlich des Hochaltars befindet sich eine Nische mit einem einfachen Sakramentshäuschen mit einer gemeißelten Kopfkonsole, die vermutlich den Baumeister zeigt. Das steinerne Taufbecken in der Taufkapelle stammt vermutlich aus dem 12. Jahrhundert.
In der Kirche stehen eine Schutzengelstatue sowie eine Figur des heiligen Michael aus dem Ende des 18. Jahrhunderts, in der Taufkapelle eine Statue des heiligen Josefs. Beim Kircheingang befindet sich eine Figur des heiligen Antonius von Padua. Des Weiteren hängt in der Kirche ein aus dem Ende des 18. Jahrhunderts stammendes Bild, das die heilige Barbara mit Bergknappen zeigt. Die Fresken im Gewölbe des Chors und des Langhauses zeigen die vier Evangelisten, die Dreifaltigkeit, König David sowie die Heiligen Cäcilia, Josef und Notburga. Die Fresken in der Taufkapelle stellen Maria Magdalena dar und wurden 1896 von Antonio Brollo gemalt.